# Hermann Jacobi (indolog)
Hermann Jacobi (ur. 11 lutego 1850 w Kolonii, zm. 19 października 1937 w Bonn) – niemiecki indolog.
W 1876 został profesorem w Münsterze, później w Kilonii i Bonn. Badał Wedy i indyjską filozofię, wydawał i tłumaczył teksty dżinijskie, prakryckie i sanskryckie, m.in. Das Ramayana (1893) i Mahabharata (1903). Poza tym zajmował się astronomią i teorią poezji.